# Periodische Beinbewegung
Unter periodischen Beinbewegungen oder allgemeiner periodischen Bewegungen der Extremitäten (englisch: Periodic Limb Movement, PLM) sind sich wiederholende, unwillkürliche Bewegungen der Beine und Arme zu verstehen. Sie kommen im Schlaf (dann PLMS genannt) oder im Wachzustand (dann als PLMW bezeichnet) vor.
Normwerte für die Häufigkeit von periodischen Bewegungen in den verschiedenen Altersgruppen gibt es nicht. Sie kommen schon in jungen Jahren vor und bei den über 50-Jährigen sind etwa 30 % betroffen, jedoch überwiegend ohne Folgen wie Schlafstörungen oder Tagesmüdigkeit.
Im Zusammenhang mit bestimmten Erkrankungen ist der Schlaf der Betroffenen jedoch nicht mehr erholsam. Bei der Periodic Limb Movement Disorder (PLMD), einer als eigenständigem Syndrom beschrieben Schlafstörung, sind die periodischen Bewegungen besonders häufig und die Erkrankten beklagen Tagesschläfrigkeit und gestörten Nachtschlaf.
Beim Restless-Legs-Syndrom (RLS) besteht im Wachzustand ein typischer Bewegungsdrang in den Beinen, der die Betroffenen plagt und oft vom Einschlafen abhält. Bei sehr vielen der vom RLS betroffenen Personen sind auch periodische Bewegungen im Schlaf vorhanden.
Bei einer im Schlaflabor durchzuführenden Untersuchung, der Polysomnographie, kann festgestellt werden, wie häufig PLMS auftreten und ob nicht andere Erkrankungen vorliegen und zu den Beschwerden führen. Hierbei werden die periodischen Beinbewegungen pro Stunde gezählt (PLMI = Periodic Limb Movement Index). Ein PLMI unter 5 wird als normal, bis 25 als mild, bis 50 als moderat und über 50 als schwer definiert.